# Deathchase
Deathchase (lub 3D Deathchase) – gra komputerowa wydana w 1983 roku na mikrokomputery ZX Spectrum. Autorem gry jest Mervyn Estcourt, zaś za dystrybucję odpowiedzialne były Micromega (w Wielkiej Brytanii) i Ventamatic (w Hiszpanii). Gra stanowi jeden z pierwszych przykładów grafiki z perspektywy pierwszej osoby (FPP).

## Gra
Gracz wciela się w patrolującego las motocyklistę-najemnika, którego jedynym zdaniem jest zestrzelenie uciekających przed nim dwóch innych motocyklistów. Motocykl gracza wyposażony jest w działo strzelające zgodnie z aktualnym kierunkiem jazdy. Za każde trafienie gracz otrzymuje 1000 punktów. Celem gracza jest trafienie obu wrogów w każdym z ośmiu sektorów (poziomów), z których każdy podzielony jest na dwa etapy (dzienny i nocny). Przejście do kolejnego etapu lub poziomu odbywa się automatycznie. Po pokonaniu wszystkich poziomów gra rozpoczyna się od początku (z zachowaniem zdobytych punktów). Kolejne sektory różnią się od siebie tylko liczbą drzew, pomiędzy którymi trzeba manewrować. Gra kończy się po trzykrotnym uderzeniu w drzewo.

## Opinie prasy
Magazyn Your Sinclair uznał w 1992 roku Deathchase za najlepszą grę na platformę ZX Spectrum.
W czasopiśmie CRASH pochwalono niezwykle prosty pomysł na grę i jej niezwykłą grywalność i przyznano ocenę 92%.